# سیارک ۸۳۱۳
سیارک ۸۳۱۳ (به انگلیسی: 8313 Christiansen، نامگذاری:1996YU1) هشت هزار و سیصد و سیزدهمین سیارک کشف شده‌است که در ۱۹ دسامبر ۱۹۹۶ کشف شد.
قدر مطلق سیارک برابر ۱۲٫۹۰ است.